# Station Hagabru
Station Hagabru (Noors:Hagabru holdeplass) is een station in Hagabru in de gemeente Ringerike  in  Noorwegen. Het station ligt aan Randsfjordbanen. Het werd geopend in 1931. Hoewel er geen treinen meer stoppen is het officieel nog niet gesloten.